# US3

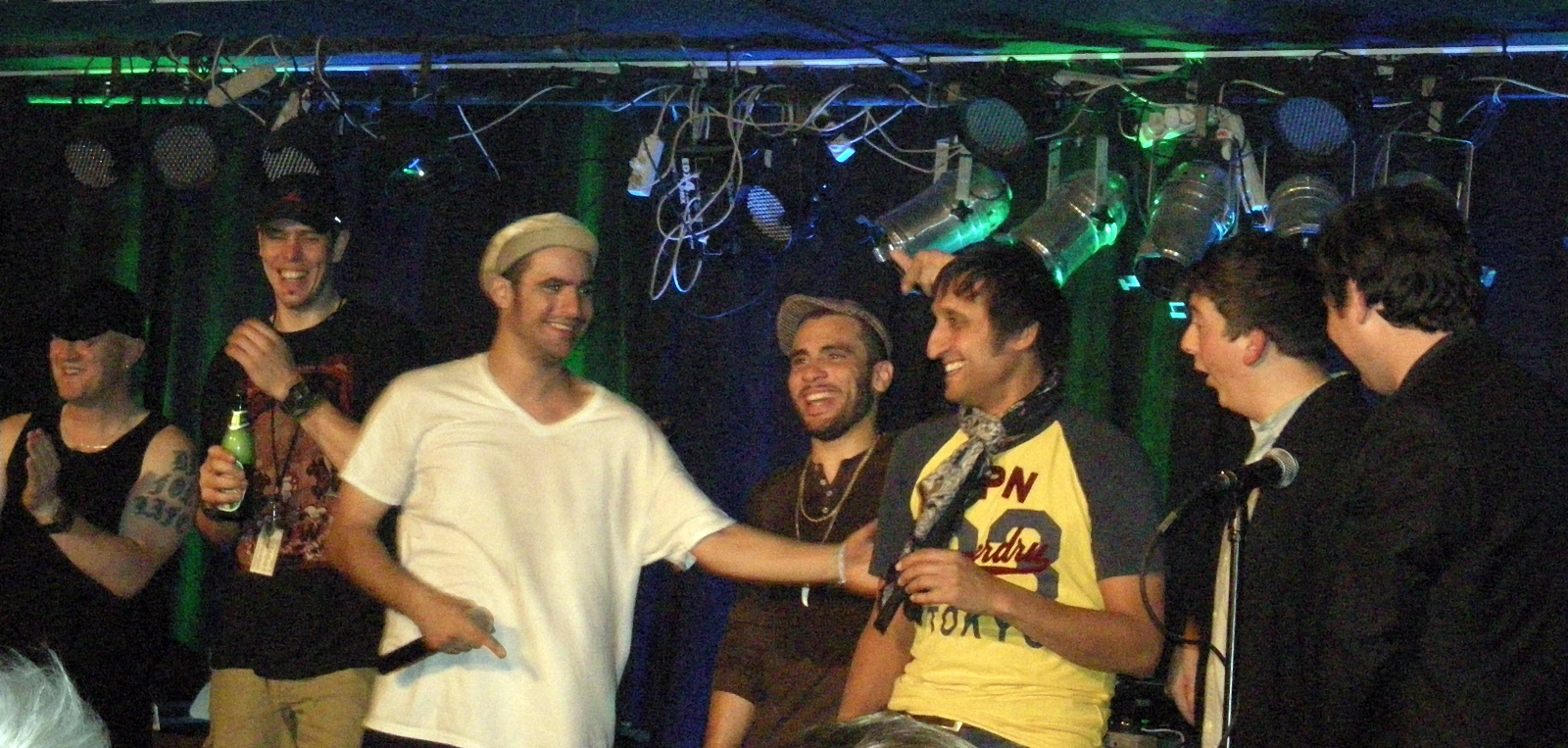
US3, Bydgoszcz 2011

US3（アススリー）は、1991年にロンドンで結成されたジャズ・ラップ・グループ。彼らはブルーノート・レコードの音源を自由にサンプリングすることを公式に認められている。
中でもファースト・アルバム『ハンド・オン・ザ・トーチ (Hand on the Torch)』(ブルーノート・レコードで一番売れたアルバムでもある)に収録された、ハービー・ハンコックのアルバム『エンピリアン・アイルズ』の『カンタロープ・アイランド』をサンプルした『カンタループ (Cantaloop (Flip Fantasia))』は大変注目され、アメリカでプラチナ・ステータスを得、ボストンのラジオ局WBURの番組 The Connection のテーマ曲に採用された。日本では不動産会社のモリモトがCM曲として使用。
「ヒップホップ・ジャズ」というジャンルを確立させた存在として注目され、マウント・フジ・ジャズ・フェスティバル等のジャズイベントにも出演した事がある。1994年のマウント・フジ・ジャズ・フェスティバルでは、日本人女性ジャズピアニストの大西順子とのセッションも実現している。

## メンバー
- Kobie Powell
- Mel Simpson
- Geoff Wilkinson
- Tukka Yoot
- Rahsaan Kelly

## ディスコグラフィ
- 1993年 Cantaloop (Flip Fantasia) (Extended play)
- 1993年 Hand on the Torch - ハンド・オン・ザ・トーチ
- 1994年 Tukka Yoot's Riddim (Extended play)
- 1994年 I got it goin' on (Extended play)
- 1997年 Broadway & 52nd
- 1999年 Flip Fantasia: Hits and remixes (box)
- 2001年 An ordinary day in an unusual place
- 2003年 The Ultimate Hand on the Torch
- 2004年 Us3
- 2005年 Questions
- 2006年 Schizophonic
- 2007年 Say What!?
- 2009年 stop. think. run